# Пълп-списания
Вижте пояснителната страница за други значения на Пълп.
Пълп-списания (на английски: pulp magazines – варианти на превода: „макулатурни списания“, „булевардни списания“, „евтини списания“ и т.н.) е разговорно название на категория издавани в края на XIX век – първата половина на XX век в САЩ евтини масови списания (като правило, литературни), в които се публикували сензационни, скандални и сантиментални материали и разкази.